# The Living Tombstone
The Living Tombstone é uma banda de rock eletrônico formada em 2011 pelo produtor musical israelense, Yoav Landau, como uma banda solo, e mais tarde, com a presença do cantor norte-americano, Sam Haft, como uma dupla musical. O grupo é notável por suas músicas e videoclipes baseados em videogames e mídia da cultura pop, como as séries Five Nights at Freddy's, Overwatch e My Little Pony, bem como músicas originais, com Haft compondo a música para o seriado animado de SpindleHorse Toons: Helluva Boss e Hazbin Hotel.
A maioria de suas músicas se tornaram virais, e eles foram homenageados por gerar vários memes na Internet. Além desses vídeos, eles desenvolveram trilhas sonoras para o videogame In Sound Mind e foram responsáveis por desenvolver o videogame AudioClash: Battle of the Bands. A publicação musical NME referiu-se a eles como "a maior banda de jogos da Internet".

## Carreira
Em 2006, o produtor musical Yoav Landau criou o canal Koolfox onde fazia upload de remixes de músicas e gameplays. The Living Tombstone foi fundada por Landau em 2011 como um canal no YouTube e um projeto musical. Landau, natural de Israel, esteve envolvido na comunidade de fãs online da franquia My Little Pony, onde criou um remix de uma das músicas apresentadas em My Little Pony: Friendship is Magic. Depois que o remix obteve milhares de visualizações, Landau finalmente mudou seu ângulo para várias comunidades de videogame, produzindo músicas baseadas em temática de jogos eletrônicos.
Cinco anos depois de formar o canal, Landau mudou-se para os Estados Unidos, onde conheceu Sam Haft. O vocalista já havia participado de outras produções musicais antigamente, como o grupo musical de comédia Sam & Bill. Landau e Haft enviaram suas próprias músicas um ao outro antes de eventualmente colaborarem juntos, com Haft se tornando um membro oficial da banda.
A dupla compôs canções como um remix de "Jump Up Superstar" de Super Mario Odyssey, no qual Haft contribuiu com coro de fundo, e a faixa oficial "My Ordinary Life", que foi mencionada pelo jornal LA Weekly como uma de suas músicas mais populares. Tanto Landau quanto Haft trabalharam na construção do mundo de The Living Tombstone, incluindo os personagens, a história e a tradição que circundam as músicas e vídeos do próprio grupo. A atenção que sua música recebeu online fez com que a Warner Music notasse a banda, e a gravadora promoveu uma assinatura com o grupo.

### Estilo musical e conteúdo
O conteúdo musical de The Living Tombstone consiste em músicas originais e homenagens a diversos videogames e mídias da cultura pop, dentre dos quais, a grande parte se tornou viral. Um dos primeiros vídeos relacionados a videogames do grupo foi uma trilogia de músicas para os três primeiros jogos da série Five Nights at Freddy's. A trilogia se tornou viral no YouTube com cada música resultando em centenas de milhões de acessos; o primeiro vídeo da série alcançou mais de 326 milhões de visualizações em 2023. A Houston Press listou a trilogia como uma das melhores músicas baseadas no jogo de terror. O sucesso da trilogia levou a banda a desenvolver uma comunidade de seguidores entre os fãs. A Rolling Stone creditou à banda o lançamento de um subgênero de música relacionada a Five Nights at Freddy's inspirada no hiperpop. A primeira música foi posteriormente utilizada para a adaptação cinematográfica de 2023 nos créditos. Pouco antes do lançamento do filme, a banda publicou uma versão de remix estilo gótico da primeira música. Após o lançamento do filme, a música alcançou o top 5 da parada Dance/Electronic Songs da Billboard, chegando à 4º colocação da lista.
Em 2018, a música de The Living Tombstone baseada no jogo de tiro em primeira pessoa, Overwatch, se tornou viral nas redes sociais. Originalmente publicada como um vídeo animado no canal do YouTube em 2017, a música descreve dois jogadores da mesma equipe discutindo a respeito da decisão dos personagens e suas contribuições para as repetidas derrotas, principalmente devido à falta de um personagem de apoio na equipe. A música traz o refrão "I'm Always Tracer", que se tornou tema de variados vídeos feitos na rede social TikTok. O meme recebeu um posicionamento negativo por ter sido tema de diversas compilações nas redes sociais. Plataformas especializadas em matérias relacionadas a jogos eletrônicos como Kotaku e Polygon observaram que tais compilações logo se enraizaram na misoginia.
Outras músicas deles que se tornaram virais incluem o remix de várias músicas da franquia My Little Pony. Em 2012, The Living Tombstone remixou a música "Discord" do produtor Eurobeat Odyssey, que contabilizou mais de 40 milhões de visualizações no YouTube e foi usada em mais de 500.000 vídeos no TikTok em 2021. Em 2013, Landau fez um remix da música "Spooky, Scary Skeletons" de Andrew Gold, de 1996, que obteve mais de 90 milhões de visualizações na plataforma. O remix também foi classificado pelo The Daily Dot como uma das músicas mais populares do TikTok de 2019.
A música do grupo é caracterizada de gênero rock eletrônico, rock alternativo e pop rock, com influências de EDM e música folk. Suas músicas e estética foram comparadas a bandas notáveis como Gorillaz e Daft Punk, além dos álbuns da compositora Lindsey Stirling.

### Desenvolvimento de jogos eletrônicos
The Living Tombstone também contribuiu com músicas destinadas a videogames. Em 2021, a banda criou a trilha sonora do jogo de terror indie In Sound Mind oriunda do estúdio We Create Stuff. Suas contribuições para a trilha sonora foram bem avaliadas, com vários sites de crítica notando que as composições comoventes e reservadas favoreceu a atmosfera sombria do jogo.
Em 2021, a banda colaborou com o estúdio de jogos Big Boat Interactive para criar o jogo de estratégia fundamentado em música AudioClash: Battle of the Bands. Descrito como um amálgama de vários jogos de ritmo, Pokémon e Dota e dos quadrinhos de Scott Pilgrim, a jogabilidade baseia-se em reunir um grupo de personagens músicos para competir contra bandas rivais. O jogo foi lançado na Steam no final de 2021.

## Discografia

### Álbums
- Tombstone Remixes (2013)[28]
- Zero_one (2020)[28]
  - Zero_one:reloaded (2021)[28]
  - Zero_one:deluxe (2023)[29][30][28][31]
- Rust (2024)[32]

### Trilhas Sonoras
- In Sound Mind – Original Soundtrack (2021)[33][28]
- Hazbin Hotel (Original Soundtrack) (2024)[32]

#### Participação
- TOME: The Official Soundtrack (2013)
- Eddsworld Legacy Soundtrack (2014)
- TOME: The Official Soundtrack II (2015)
- Final Fantasy VII Machinabridged: Midgar Mix (2016)
- Terrain of Magical Expertise: Complete Original Soundtrack (2017)
- You are now Possessed (2020)
- Beat Saber (Original Game Soundtrack), Vol V (2021)
- Five Nights at Freddy's (2023)[10][34]

### Singles
| Título                                                                       | Ano  | Álbum            |
| ---------------------------------------------------------------------------- | ---- | ---------------- |
| "Cracks"                                                                     | 2011 |                  |
| "Rainbow NukeStep"                                                           | 2011 |                  |
| "September" (feat. Mic the Microphone & PinkieSkye)                          | 2011 |                  |
| "Sister Hate" (feat. Mic the Microphone)                                     | 2011 |                  |
| "Good ol' Days" (feat. Mic the Microphone & JackleApp)                       | 2011 |                  |
| "Like a Spinning" Record                                                     | 2011 |                  |
| "Party Cannon"                                                               | 2011 |                  |
| "Louise the Lab Rat"                                                         | 2012 |                  |
| "Octavia's Overture"                                                         | 2012 |                  |
| "לעוף (Fly)"                                                                 | 2012 |                  |
| "Magic" (feat. Lauren G.)                                                    | 2012 |                  |
| "Stuck in Time" (feat. Bronyfied)                                            | 2012 |                  |
| "Dubstep Dishwasher"                                                         | 2012 |                  |
| "Doodle" (feat. Temporal Walker)                                             | 2012 |                  |
| "Good Girl" (with Dasha)                                                     | 2012 |                  |
| "Mic The Microphone's 21st Birthday Song!!!" (feat. LilDeuceDeuce)           | 2012 |                  |
| "Hush" (feat. Archie)                                                        | 2012 |                  |
| "Ignition" (feat. Silva Hound)                                               | 2012 |                  |
| "Spyro Does A Thing (Remix)"                                                 | 2013 |                  |
| "Run, Shoot, Kill... and Cry"                                                | 2013 |                  |
| "Tachles (תכלס)"                                                             | 2013 |                  |
| "BEC (Happy Birthday Bexy)"                                                  | 2013 |                  |
| "Jumping Devil"                                                              | 2013 |                  |
| "Cats"                                                                       | 2013 |                  |
| "Manehattan" (feat. Asi Meskin)                                              | 2014 |                  |
| "Collecting Cookies" (feat. Mic the Microphone)                              | 2014 |                  |
| "Quartermaster" (feat. Automatic Jack and Nexgen)                            | 2014 |                  |
| "THE ROAD TO EL DORADO REMIX!"                                               | 2014 |                  |
| "Five Nights at Freddy's"                                                    | 2014 | - RIAA: Gold     |
| "It's Been So Long"                                                          | 2014 |                  |
| "Markiplier Rock Opera" (feat. Project RnL)                                  | 2015 |                  |
| "Die In A Fire" (feat. EileMonty & Orko)                                     | 2015 |                  |
| "Dog of Wisdom (Blue Version)" (feat. Joe Gran)                              | 2015 |                  |
| "Dog of Wisdom (Red Version)" (feat. Joe Gran)                               | 2015 |                  |
| "Squid Melody (Blue Version)"                                                | 2015 |                  |
| "Squid Melody (Red Version)"                                                 | 2015 |                  |
| "Dead Kitten Song"                                                           | 2015 |                  |
| "I Got No Time"                                                              | 2016 |                  |
| "Two Handed Great Sword (Remix)"                                             | 2016 |                  |
| "I Can’t Fix You" (feat. Crusher-P)                                          | 2016 |                  |
| "Cut the Cord" (feat. EileMonty)                                             | 2017 |                  |
| "1000 Doors (Spooky's Jump Scare Mansion Song)" (feat. BSlick & Crusher-P)   | 2017 |                  |
| "Yumbo Bear (דובון יומבו)"                                                   | 2017 |                  |
| "My Ordinary Life"                                                           | 2017 | - RIAA: Platinum |
| "GBA SP Blue Edition Song"                                                   | 2017 |                  |
| "Circle of Death (PUBG Song)" (feat. Roomie & Dan Bull)                      | 2018 |                  |
| "Basics in Behavior (Blue Version)" (feat. OR3O)                             | 2018 |                  |
| "Basics in Behavior (Red Version)" (feat. OR30)                              | 2018 |                  |
| "Pikachu's Lament (Blue Version)" (feat. Sam & Bill)                         | 2018 |                  |
| "Pikachu's Lament (Red Version)" (feat. Sam & Bill)                          | 2018 |                  |
| "Right Now (Blue Version)" (feat. Damsel is Depressed, Emi Jones & Sam Haft) | 2018 |                  |
| "Memory" (feat. Sam Haft, Emi Jones & Vylet Pony)                            | 2019 |                  |
| "Goose Goose Revolution"                                                     | 2020 |                  |
| "Drunk"                                                                      | 2020 |                  |
| "A Doll's House" (feat. Hayley Nelson)                                       | 2020 |                  |
| "Alastor's Game"                                                             | 2020 |                  |
| "Sunburn"                                                                    | 2020 |                  |
| "Love I Need"                                                                | 2020 |                  |
| "Chosen"                                                                     | 2020 |                  |
| "Hunters" (feat. Dan Bull, Izzy Deluxe & Schäffer The Darklord)              | 2021 |                  |
| "Getting Bigger" (feat. Daniel J. Edwards & Cassie Ewulu)                    | 2021 |                  |
| "Report, Report, Report!" (feat. Kellen Goff)                                | 2021 |                  |
| "Here Comes a Savior (In Sound Mind)" (feat. Mick "Ricepirate" Lauer)        | 2021 |                  |
| "Temporary Love" (feat. CG5)                                                 | 2022 |                  |
| "Hit the Snooze"                                                             | 2022 |                  |
| "This Comes From Inside"                                                     | 2022 |                  |
| "Trapped"                                                                    | 2022 |                  |
| "4GET" (feat. CG5)                                                           | 2023 |                  |

## Ligações Externas
- Canal de The Living Tombstone no YouTube